# Die wilden Fünfziger
Pour plus de détails, voir Fiche technique et Distribution.
Die wilden Fünfziger (en français, Les Cinquante sauvages) est un film allemand réalisé par Peter Zadek, sorti en 1983.
Il s'agit d'une adaptation du roman Hurra wir leben noch de Johannes Mario Simmel.

## Synopsis
La Seconde Guerre mondiale est finie. Jakob Formann, ancien prisonnier de guerre, rentre chez lui. À Linz, il trouve du travail comme interprète pour l'armée américaine. Il se procure 40 000 œufs auprès des Américains et fonde un élevage de poulets. La ferme qu'il acquiert a appartenu à Heinrich Himmler. Le miracle économique de Jakob Formann commence. Il devient un homme d'affaires de la jeune République fédérale. Il acquiert des sociétés de construction et d'édition. Formann mène une vie de luxe. Mais le premier choc pétrolier de 1973 met fin à l'ascension du petit-bourgeois. Formann vend sa firme à un consortium de banques. Mais il n'est pas malheureux. Il prend sa retraite en compagnie de sa compagne Julia.

## Fiche technique
- Titre original : Die wilden Fünfziger
- Réalisation : Peter Zadek
- Scénario : Robert Muller
- Musique : Klaus Doldinger
- Direction artistique : Walter E. Richarz, Herbert Strabel, Götz Weidner (de), Rolf Zehetbauer
- Costumes : Charlotte Flemming
- Photographie : Jost Vacano
- Montage : Max Benedict
- Production : Günter Rohrbach
- Sociétés de production : Bavaria Film, NF Geria II, ZDF
- Société de distribution : Neue Constantin Film
- Pays d'origine :  Allemagne de l'Ouest
- Langue : allemand
- Format : Couleurs - 1,66:1 - Mono - 35 mm
- Genre : Drame
- Durée : 126 minutes
- Dates de sortie :
  - Allemagne de l'Ouest : 23 septembre 1983.

## Distribution
- Juraj Kukura : Jakob Formann
- Boy Gobert : Udo von Gerresheim
- Peter Kern : Franz Arnusch
- Nora Barner : Julia
- Christine Kaufmann : Natascha
- Sunnyi Melles : Bambi
- Beatrice Richter : Dr. Malthus
- Eva Mattes : Hilde Werwolf
- Dietrich Mattausch (en) : Wenzel Prill
- Hermann Lause : Mario Schreiber
- Paul Esser : Le sénateur Hilton
- Klaus Höhne : Colonel Hobson
- Ilja Richter : Le journaliste
- Willy Millowitsch : Pr. Donner
- Freddy Quinn : Général Mark Clark
- Sona MacDonald : Yün-Sin
- Christa Berndl : Mme Hilton
- Brigitte Mira : Mme Willmsen
- Dominique Horwitz : Mick
- Ingrid Caven : Claudine
- Charles Regnier : Igor
- Karl-Heinz Vosgerau : Rouvier
- Rudolf Lenz (de) : Sir Derek
- Karl Lieffen : Major Blaschenko
- Burkhard Driest : Major Assimov
- Guido Baumann : Le ministre fédéral de l'Intérieur
- Friedrich-Karl Praetorius : Le maire Klahr
- Ernst Konarek : Hölzlwimmer
- Ulrich Wildgruber : Emil
- Udo Kier : Fromm
- Wolfgang Sauer : Le chanteur
- Uwe Friedrichsen : Monsieur Chanson
- Ivan Desny : Le médecin
- Margit Carstensen : La secrétaire
- Achim Sauter : Le juif
- András Fricsay (en) : Monsieur Tütü
- Zazie de Paris : Madame Parfüm
- Peter Böhlke : Le maître d'Hotel
- Sid Grimsley : Jésus
- Bob Lockwood : MP George
- Ludwig Kaschke : Le contrôleur aérien
- Pit Krüger : Le policier
- Natias Neutert : L'aveugle
- Bea Fiedler : Gloria Cadillac
- Edi Bierling : Dr. Kaider
- Siegfried Grönig : Dr. Drissen

## Source de traduction
- (de) Cet article est partiellement ou en totalité issu de l’article de Wikipédia en allemand intitulé « Die wilden Fünfziger » (voir la liste des auteurs).